# Sōbetsu
Sōbetsu (壮瞥町?) è una cittadina giapponese della prefettura di Hokkaidō.

## Galleria d'immagini

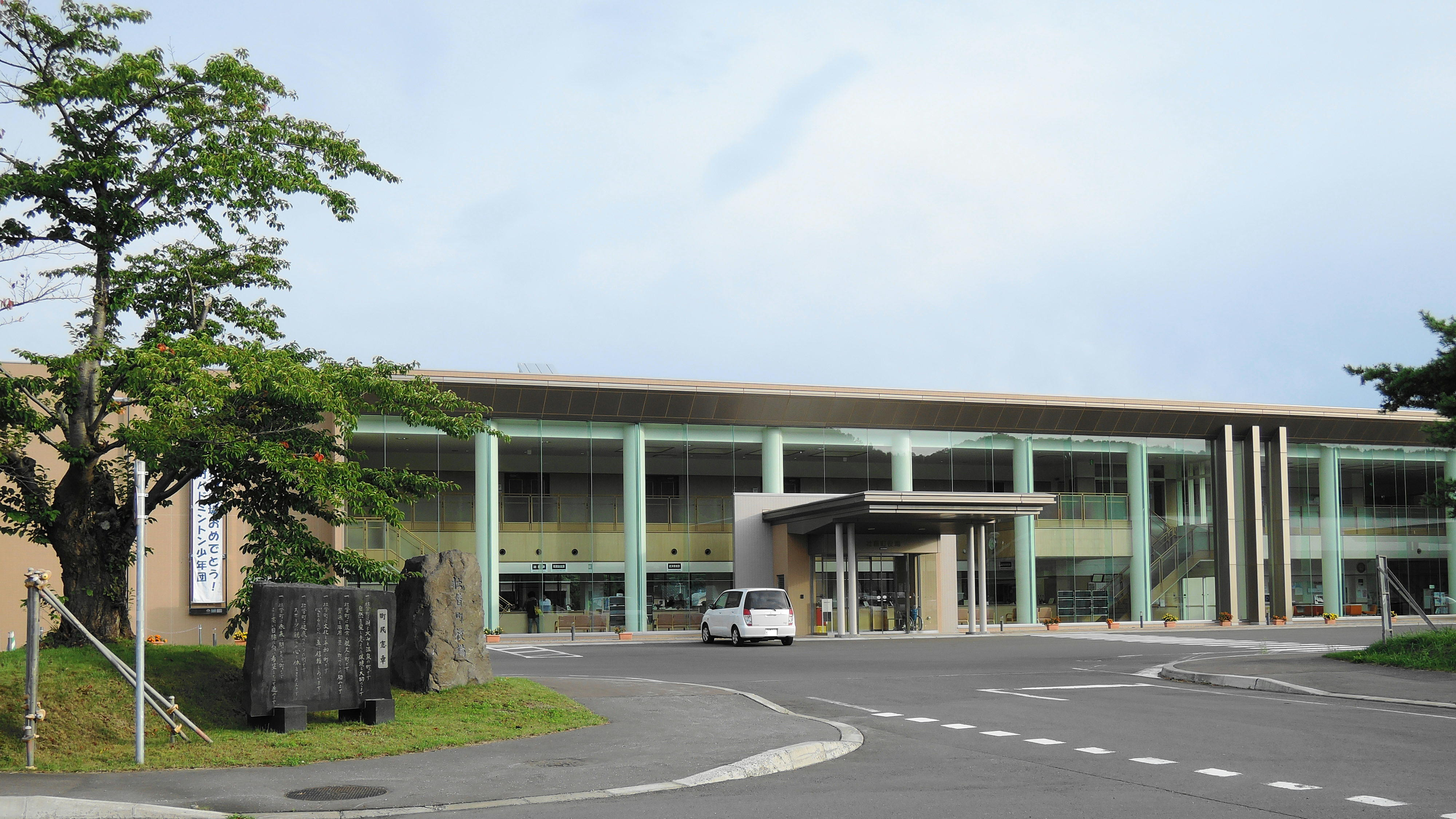
Il palazzo del comune
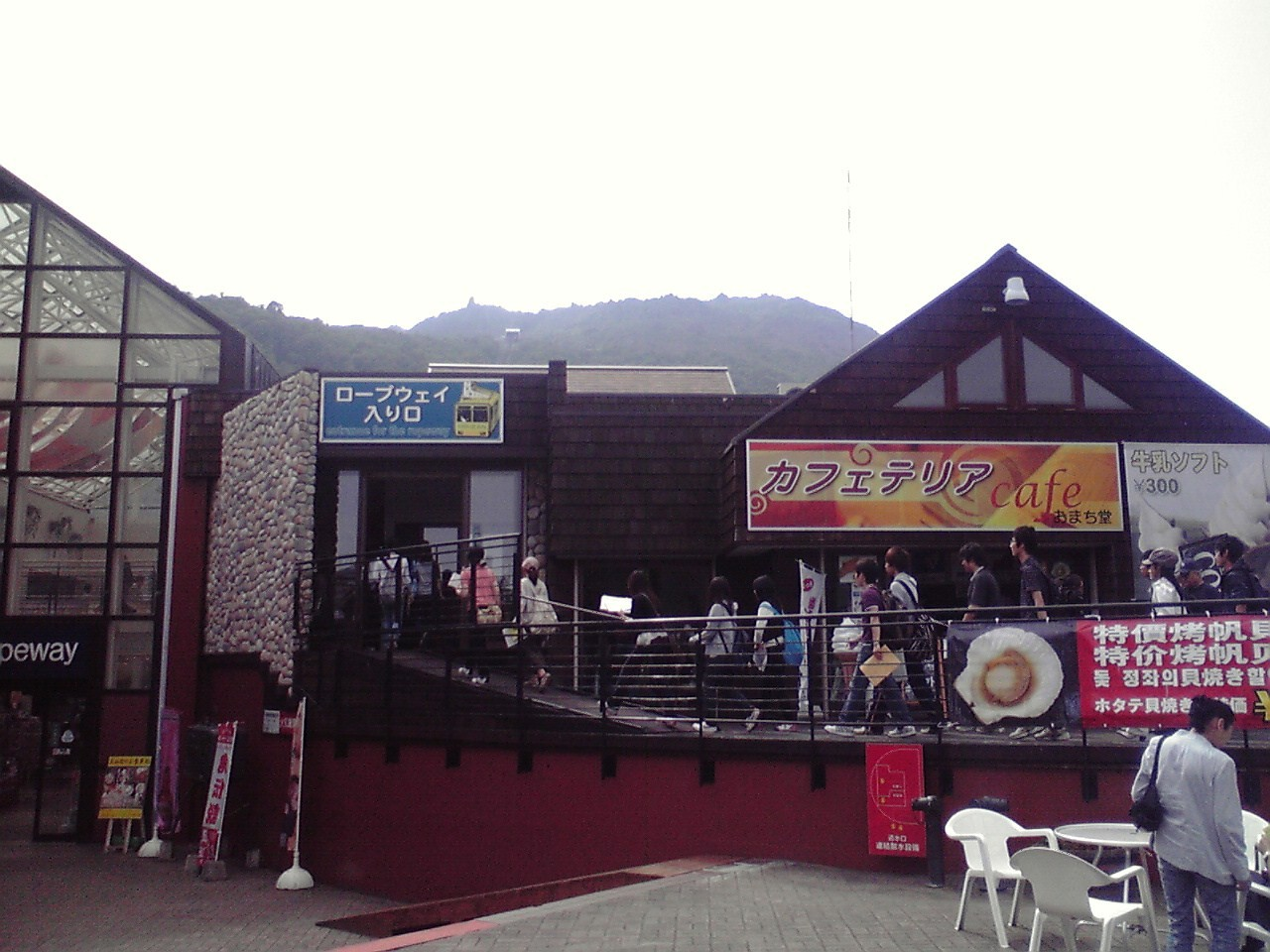
La stazione della funivia
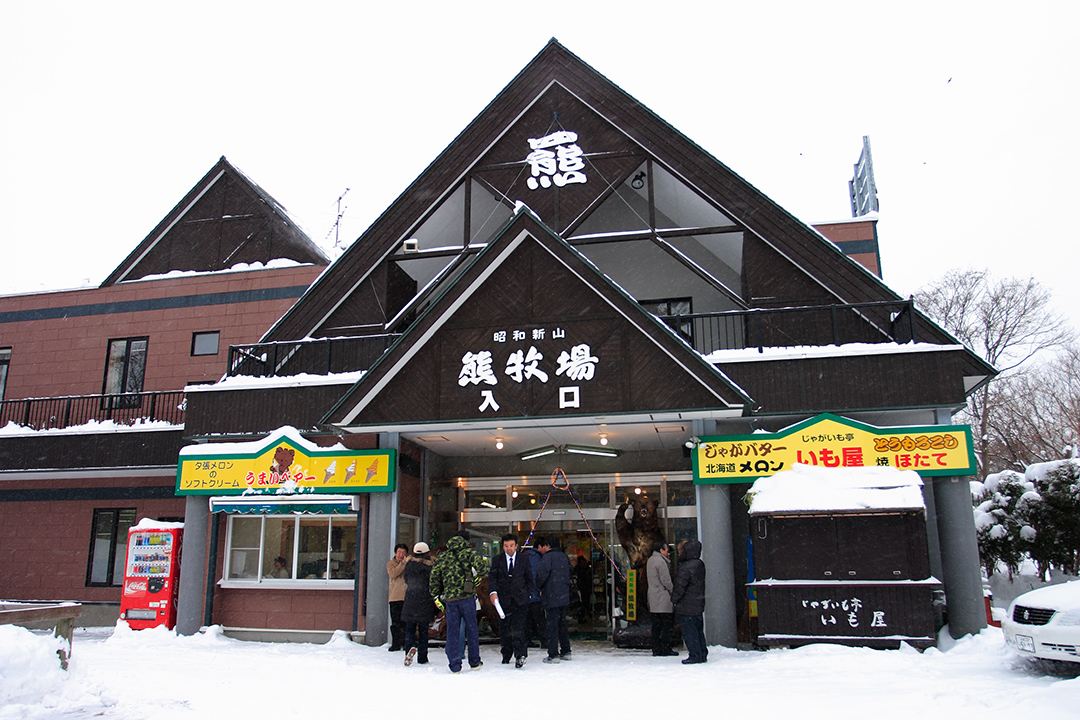
Veduta invernale